# 海尼根音樂廳

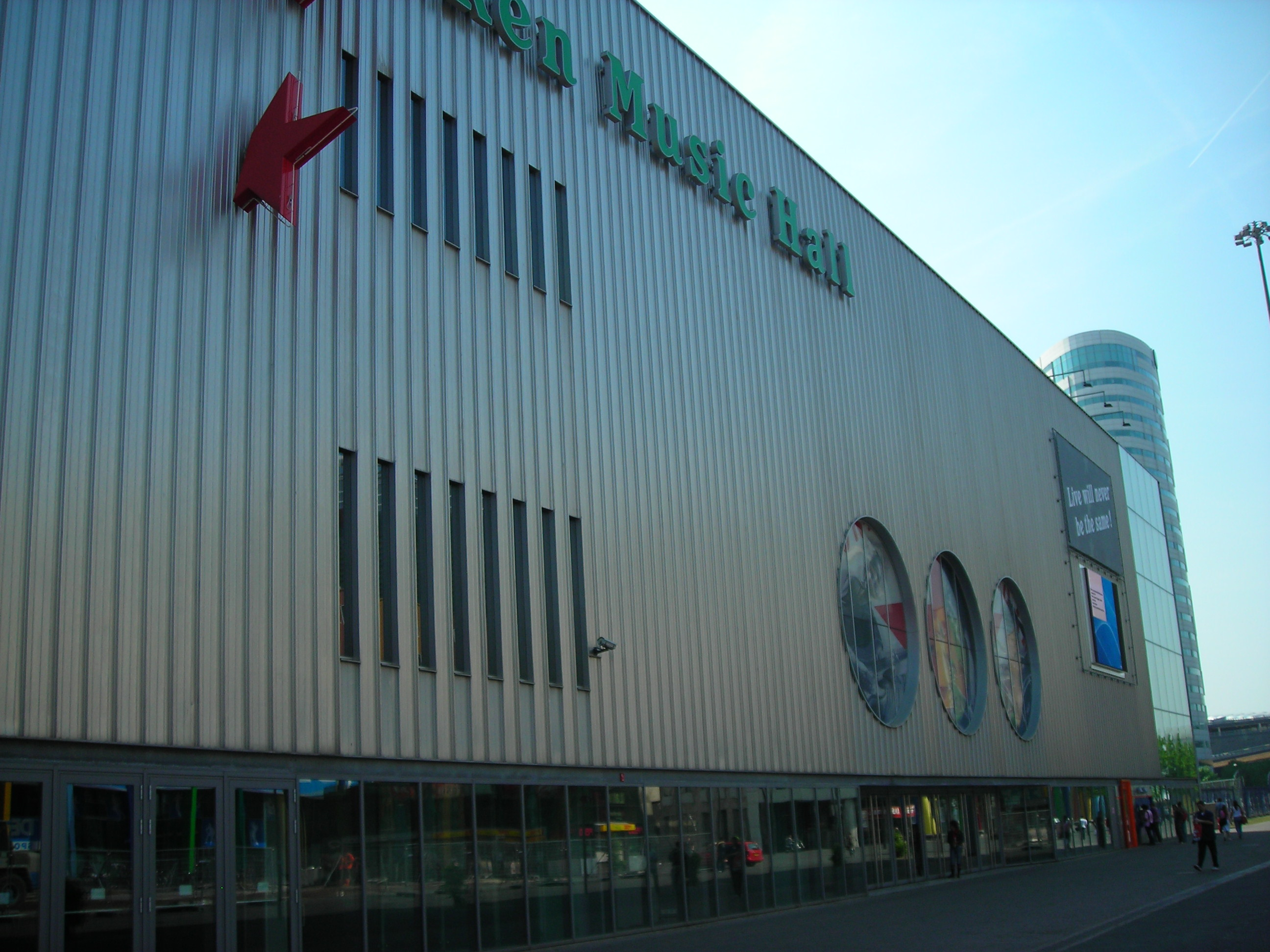

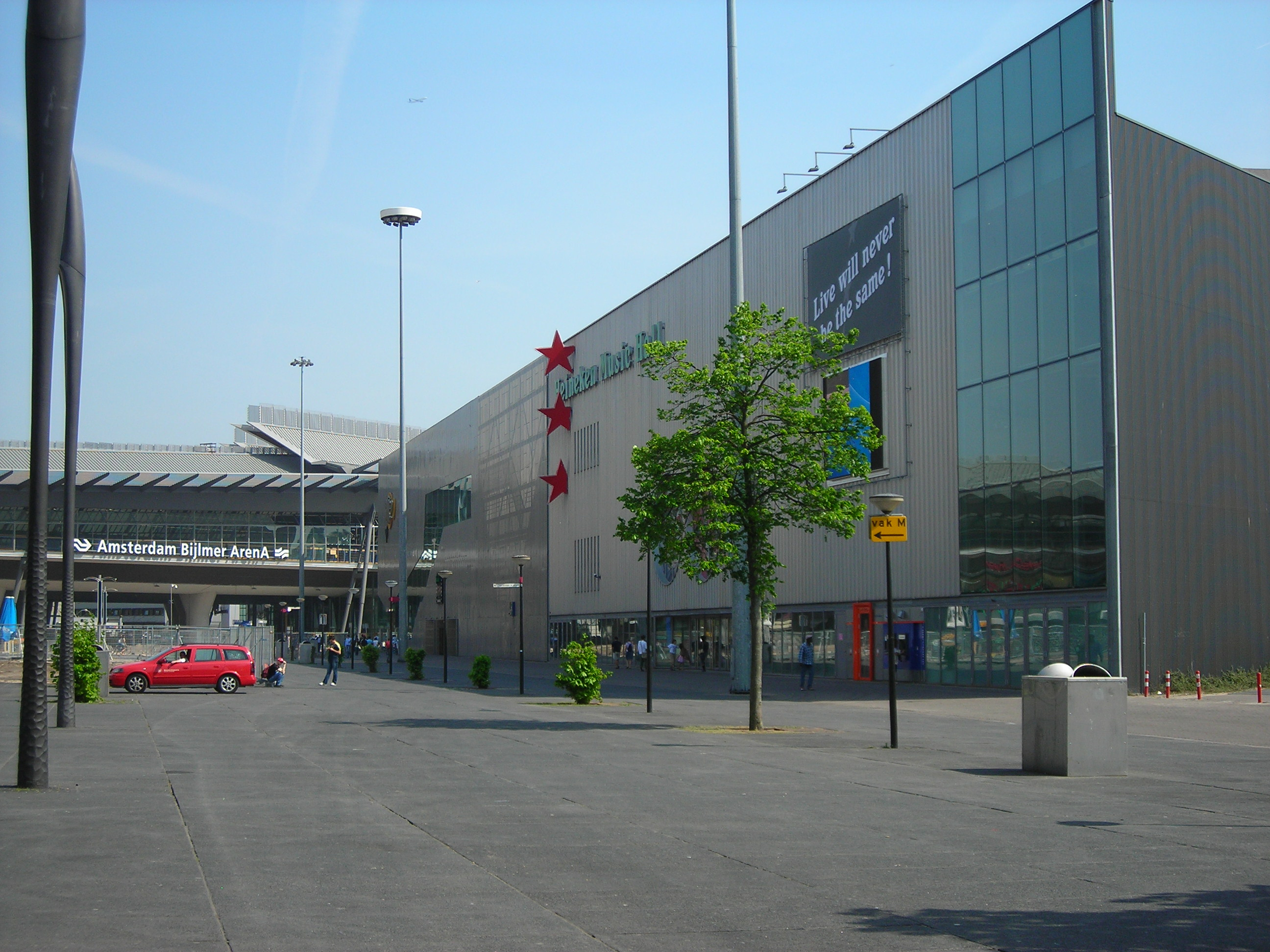

海尼根音樂廳（Heineken Music Hall，HMH）是荷蘭阿姆斯特丹一座音樂廳，于2001年2月1日完工，耗费3千万欧元，鄰近阿姆斯特丹球場。大廳（也稱為「黑盒子」）用來舉辦演唱會，面積約3,000平方公尺，可容納5,500名觀眾。另一小廳約可容納700人。
海尼根音樂廳是特別為流行音樂所設計的。這裡也是2012年少年歐洲歌唱大賽的舉辦地。

## 紀錄

### 演出紀錄
- 2014年2月26日，第一位華人台灣樂團五月天舉行《諾亞方舟世界巡迴演唱會》阿姆斯特丹站。
- 2019年5月18日，韓國女團BLACKPINK舉行《BLACKPINK 2019 World Tour「In Your Area」》阿姆斯特丹站。
- 2024年5月1日，韓國女團ITZY舉行《ITZY 2ND WORLD TOUR "BORN TO BE"》阿姆斯特丹站。

## 外部連結
- 官方網站 （页面存档备份，存于）

52°18′43″N 4°56′40″E / 52.3120°N 4.9444°E